# Brun mulmblomfluga
Brun mulmblomfluga (Brachypalpus laphriformis) är en tvåvingeart som först beskrevs av Carl Fredrik Fallén 1816.  Brun mulmblomfluga ingår i släktet mulmblomflugor, och familjen blomflugor. Enligt den finländska rödlistan är arten starkt hotad i Finland. Arten är reproducerande i Sverige. Artens livsmiljö är friska och torra lundar.